# Пайнтоп-Лейксайд
Пайнтоп-Лейксайд (на английски: Pinetop-Lakeside) е град в окръг Навахо, щата Аризона, САЩ. Пайнтоп-Лейксайд е с население от 4518 жители (2007) и обща площ от 29,3 km². Намира се на 2073 m надморска височина. ЗИП кодът му е 85935, а телефонният му код е 928.